# Trenino giocattolo
Il trenino giocattolo è un giocattolo che riproduce un treno vero per somiglianza, quindi senza pretesa di realismo, come invece avviene nel modellismo ferroviario per il trenino elettrico.

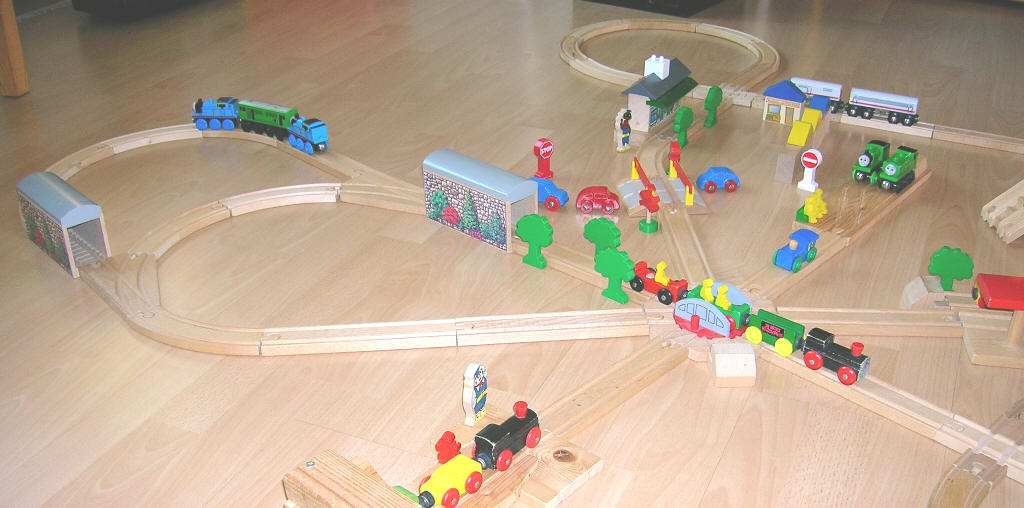
Trenino giocattolo in legno

Il mercato a cui è generalmente rivolto questo prodotto è quello dei bambini.
I modelli più semplici sono in legno o plastica e sono privi di motore, possono non essere muniti di binario dove poter circolare.
Prima dell'avvento della plastica i trenini erano di massima costruiti in latta stampata; circolavano di solito su un binario rudimentale, anch'esso di latta sagomata, con assemblaggio in quattro o sei pezzi da unire a formare un cerchio o un ovale. 
Per il trenino giocattolo munito di motore sono usate diverse soluzioni meccaniche come la retrocarica o il motore a molla. Quelli più recenti, muniti di motore elettrico, possono essere alimentati a pila oppure ad elettricità con la stessa tecnica utilizzata per il trenino elettrico.